# USS St. George (AV-16)
L'USS St. George (codice alfanumerico AV-16) è stata una nave appoggio idrovolanti appartenente alla United States Navy, che partecipò alla seconda parte della seconda guerra mondiale sul fronte dell'oceano Pacifico. Dal 1968 fu trasferita in forza alla Marina Militare, che la riclassificò come nave da sbarco con il nuovo nome Andrea Bafile (distintivo ottico L 9871) e l'adoperò sino al 1981, quando la ridusse a nave caserma. L'unità fu demolita pochi anni dopo.

## Caratteristiche
La nave che nella US Navy era classificata come nave appoggio idrovolanti montava a poppavia del cassero centrale una grossa gru per il sollevamento ed il recupero degli aerei. Successivamente la piattaforma a poppa del cassero sarebbe stata impiegata per l'appontaggio degli elicotteri d'assalto.
L'armamento era costituito in origine da 2 cannoni da 127/38 mm che in origine erano integrati da 12 cannoni da 40/56mm in due impianti quadrupli e due binati, e 16 mitragliere da 20mm che costituivano l'armamento antiaereo. Dopo il passaggio della nave all'Italia rimasero solamente i due cannoni da 127/38 mm con l'armamento antiaereo che venne totalmente rimosso.

## Impiego operativo

### Nella United States Navy
L'unità venne costruita nei cantieri di Tacoma-Seattle dove lo scafo venne impostato sullo scalo il 4 agosto 1943. La nave, varata il 4 febbraio 1944 e battezzata St. George venne consegnata alla US Navy il 24 luglio successivo per operare come nave appoggio idrovolanti.
La prima missione fu il salvataggio di un idrovolante Catalina che era precipitato in mare. La nave, partita dalla base californiana di San Pedro il 12 ottobre 1944, ricevuta nel frattempo la notizia che l'aereo era affondato, è stata deviata a Pearl Harbor, da dove, dopo una sosta di quattro giorni il 22 ottobre partì per operare nel Pacifico centrale.
Dopo frequenti spostamenti il 28 marzo 1945 raggiunse le Ryūkyū per dare supporto ai velivoli impegnati nella Battaglia di Okinawa. Durante i frequenti attacchi aerei il 29 aprile i suoi cannoni abbatterono un aereo nemico, ma una settimana più tardi la nave venne colpita da un attacco kamikaze che distrusse la gru utilizzata per la messa in mare e il sollevamento degli idrovolanti. La nave tuttavia rimase sul posto come nave officina, anche per cacciatorpediniere ed unità di scorta ed utilizzando una chiatta munita di gru per il sollevamento dei velivoli da riparare.
Dopo aver lasciato le Ryūkyū in un Bacino galleggiante per essere riparata a Guam il St. George il 21 agosto ritornò ad Okinawa, dove tra il 16 e il 17 settembre superò un tifone.
La St. George il 20 settembre raggiunse le coste del Giappone dove i suoi velivoli sorvegliarono le acque giapponesi e fecero servizio passeggeri, postale e di corriere tra Tokyo, Sasebo e Okinawa affrontando e superando altri due tifoni.
La St. George partì per il rientro in patria il 12 febbraio 1946 raggiungendo San Diego il 25 marzo. Fu messa in riserva il 1º agosto e radiata il 1º luglio 1963.

### Nella Marina Militare italiana

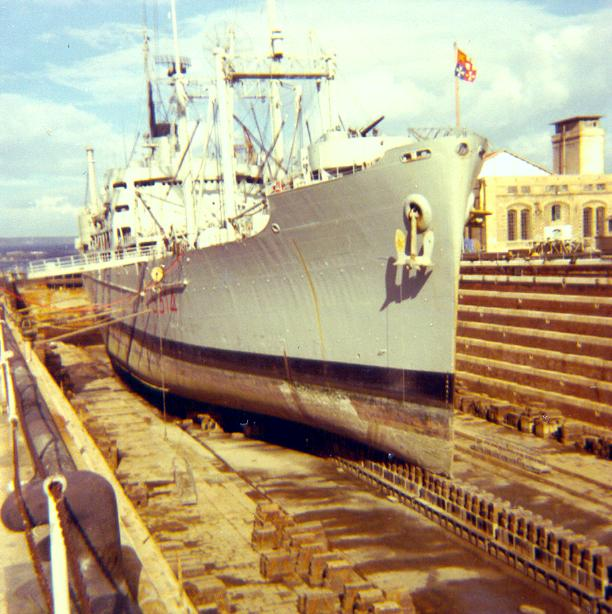
La Bafile ai lavori nel bacino Ferrati all'arsenale di Taranto

La nave venne acquistata dall'Italia come nave da trasporto per gli uomini del battaglione "San Marco". La cerimonia di consegna avvenne a San Francisco l'11 dicembre 1968, ribattezzata Andrea Bafile in onore di ufficiale del battaglione San Marco distintosi sul fronte del Piave e medaglia d'oro al valor militare, ricevendo la bandiera di combattimento ad Ancona il 18 aprile 1971.
Il Bafile, che ebbe inizialmente il distintivo ottico di nave ausiliaria A 5314, cambiato poi con L 9871 che contraddistingue le navi da sbarco, affiancò nei suoi compiti Etna e Anteo, altre unità ex americane e dopo la loro radiazione venne a sua volta affiancato dalle unità della Classe Grado.
Agli inizi del 1971 il Bafile venne sottoposto a lavori di modifica alla zona poppiera per potere imbarcare stabilmente almeno due elicotteri SH-34 Seabat, che ormai inadeguati per compiti ASW, con la rimozione degli apparati antisommergibile ormai obsoleti, erano stati trasformati in elicotteri da trasporto per gli incursori del COMSUBIN e per gli uomini del Battaglione "San Marco".
A causa di attriti con il governo del colonnello Gheddafi e di un mancato accordo per la manutenzione e conservazione delle tombe di militari italiani sul suolo libico, nave Bafile nel 1972 fu inviata a Tripoli per rimpatriare enormi casse contenenti resti di militari Italiani provenienti da sepolture di Tripoli, Tobruk, Bengasi, El Alamein, e nell'occasione furono rimpatriate anche alcune salme di civili deceduti in tempi diversi.
Il Bafile venne inquadrato nel Gruppo navi da sbarco della III Divisione Navale e venne intensamente impiegato nelle varie esercitazioni in cui erano impegnate le truppe da sbarco della Marina Militare. A partire dal suo ritiro dal servizio attivo, avvenuto nel 1981, l'unità, andata in disarmo il 31 luglio 1985, venne utilizzata come nave caserma nell'Arsenale di Taranto, fino alla sua radiazione avvenuta il 31 maggio 1988. Demolita il 12 marzo 1990 dalla famiglia Iavarone nel porto di Napoli.